# Schröders bageri
J.C. Schröders Bageri och Konditori var en bageri- och konditorikedja i Stockholm mellan början av 1860-talet fram till 1953 med huvudbutik på Storgatan N:o 27–29.  

## Joakim Christofer Schröder och familj
Joakim Christofer Schröder föddes 1834 i Mecklenburg i Tyskland, han reste som ung till Stockholm och arbetade som gesäll och verkmästare i det sedan 1700-talet existerande bageriet på Storgatan N:o 27–29. Under den tiden drevs företaget av den kända bagarmästaren Carl Phiel som tillhörde den kända bryggarsläkten Phiel. Efter en del års anställning fick Schröder i början på 1860-talet överta bageriet efter ovannämnda Phiel.

Familjen Schröder hade tre barn, två flickor vid namn Maria Augusta f. 1862 och Jenny Aurora f.1864, samt sonen Carl Gustaf f.1867 som vid faderns bortgång 1895 övertog rörelsen. 

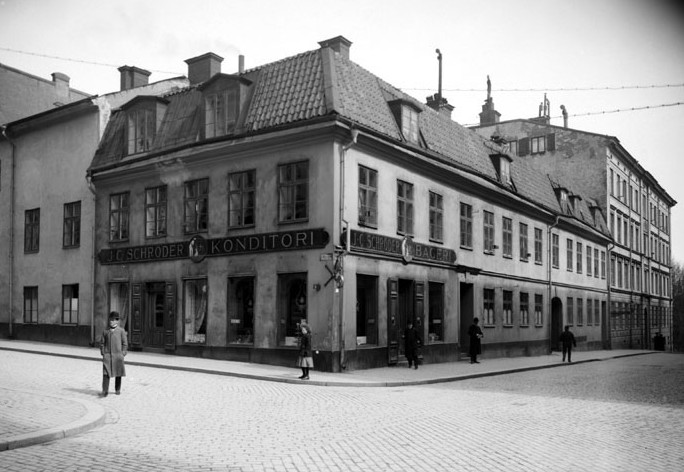
J. C Schröders Bageri och Konditori, Kvarteret Neptunus mot Storgatan 27-29, 1908

## Verksamheten på Storgatan N:o 27-29
Bageriverksamheten på Storgatan N:o 27–29 på Östermalm i Stockholm startade redan år 1820. I början av 1860-talet övertogs bageriet av Joakim Christofer Schröder som år 1895 överlämnade det till sin son, Carl Gustaf Schröder. År 1885 var ett fyrtiotal personer anställda inom företaget, samtliga var upptagna i företagets mantalslängd och alltså boende inom företaget. Bland de 40 var 25 gesäller, sex drängar, sju biträden i försäljningen som var av betydande omfattning. Filialer förekom och en stor del av tillverkningen gick som leverans till privata affärer. I början av C.G Schröders period skedde en mindre strejk och bageriets anställda deltog också i storstrejken 1909. Arbetarna började på allvar kämpa för att förbättra sina förhållanden. Arbetstiderna delades upp i skift, varigenom de långa arbetsskiften försvann. Arrangemanget med att ha arbetare boende i fastigheten upphörde också utom för lärlingar och butiksbiträden. Genom den långa arbetstiden hade det gått att leverera de önskade kvaliteterna till kunderna, men det försvårades med det nya arbetstiderna som var uppdelade i skift.
Bageriet byggdes om 1911 och upptog då hela egendomen, ett fyravåningshus samt ett femvåningshus. Bageriet hade nu de modernaste hjälpmedel som existerade inom branschen under tiden. I spisbrödsbageriet, som var placerat i en av de överstavåningarna, fanns roterande ångugnar, där degkakorna sattes in i ena ändan för att sedan komma fram färdiga på andra. Förutom dessa moderna ugnar, som uppvärmdes med varmvatten samt upplystes av elektriskt ljus, fanns praktiska degknådningsmaskiner, marmorbord för utbakning av brödet, kakelväggar och stengolv, varu- och personhissar, anordningar som underlättade arbetet och möjliggjorde att hålla arbetslokalerna snygga och rena.
Genom en stor överbyggd gård kom man in i bageriet på nedre botten, där de så oumbärliga franska bröden tillverkades, och därifrån till de övre våningarna, där tillverkningen av kaffebröd, så kallade skrädda kakor och konditorivaror m.m försiggick. Konditorivarorna hade en egen tillverkningslokal.
Under J.C Schröders Bageri och Konditoris sista verksamma år drevs det efter gamla metoder i omodern lokaler vilket försvårade att hålla takten med tidsutvecklingen. Verksamheten hade krävt en nybyggnad och rationalisering för att få det ekonomiskt lönsamt. Bageriets verksamhet på Storgatan N:o 27–29 upphörde då kvarteret revs på grund av ingen i familjen tog sig an ansvaret att modernisera lokalerna. 

### Filialer
Bageriet hade flera filialer runt om i Stockholm. År 1912 fanns följande filialer:
- Narvavägen 32
- Linnégatan 28-30
- Karlavägen 23
- Engelbrektsgatan 16
- Valhallavägen 33
- Nybrogatan 3
- Odengatan 6
- Odengatan 38
- Döbelnsgatan 15
- Oxtorgsgatan 8
- Kammakargatan 62
- Köpmansgatan 8

## Arbetarnas vardag i slutet av 1800-talet

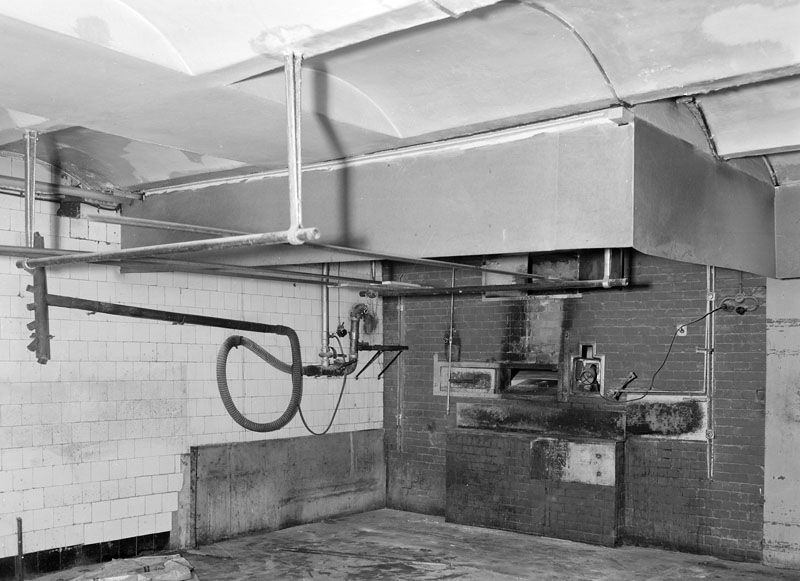
Ugn inne på J.C Schröders Bageri och Konditori, Storgatan 27

Yrket på J.C Schröders bageri och konditoris tidigare år, omkring år 1860 bedrevs det som ett rent handarbete utan några tekniska hjälpmedel. Det var långa och hårda dagar och nätter för såväl mästare som gesäller och framför allt för de unga lärlingarna, som skulle vara i gång före gesällerna, avsluta och göra rent efter arbetets slut. Arbetet började i regel vid 7-tiden på kvällen, pågick hela natten och avslutades påföljande dags eftermiddag, allt som allt i cirka 18 timmar, men med en del småpauser inlagda. Arbetet pågick även sön- och helgdagar, utom två dagar om året, juldagen och långfredagen. Gesällerna höll lärlingarna i en hård skola. Ett minsta misstag betydde ett hårt straff som till exempel en örfil. Med teknikens utveckling förenklades och förbättrades arbetarnas arbete men var fortfarande mycket svårt.
Arbetarna på Schröders bageri- och konditori sålde så kallat gårdagsbröd till ett lägre pris. Detta förekom långt in på 1900-talet och upphörde först i och med kortransoneringen under första världskriget. Tidigt på mornarna fanns en lång kö av fattiga människor, som väntade på att få köpa gårdagsbröd. Denna försäljning var utsatt före klockan sex på morgonen och man fick då köpa en stor påse med 10 kg bröd, för priset av 25 öre.

## J.C Schröders bageri och Konditori idag
När bageriet på Storgatan N:o 27–29 stängdes 1953 upphörde också Schröders Bageri och Konditoris verksamhet i den form som stockholmarna hade känt under nästan 100 år. Inredningen från en av filialernas servering hedrades senare med en fin placering i historisk miljö på Stockholms stadsmuseum.

## Populära produkter
Under 1920-talet var följande produkter de mest populära i bageriets sortiment:

### Bröd
- Franska frallor
- Långa franska
- Smörbröd
- Runda Sk
- Kejsar Sk.
- Krydd Sk.
- Rågbitar
- Hamburgerbröd

### Bullar och bakverk
- Mandelkakor
- Flätor
- Wienerbröd
- Kanelbröd
- Pariserbröd
- Giffel
- Syltlängd
- Danska semlor
- Skrädda bullar
- Té-kakor
- Julbullar